# Alfa Romeo 1900
Alfa Romeo 1900 byl sportovnější model italské automobilky Alfa Romeo. Vyráběl se v letech 1950 až 1958. Celkem bylo vyrobeno 19 328 kusů, z toho 17 423 sedanů. Nahradila typ 6C 2500 a nástupcem byl typ 2000

## Popis
Design vytvořil Orazio Satta. Automobil byl představen v roce 1950 v Paříži. Vyráběl se jako sedan, spider nebo kupé. Poháněl ho čtyřválec o objemu 1884 cm³ a výkonu 58,8 kW. Vyráběl se v Miláně nebo v Portellu.

## Rozměry
- Rozvor – 2630 mm
- Délka – 4400 mm
- Šířka – 1630 mm
- Výška – 1630 mm
- Váha – 1100 kg